# Joseph-Arthur Gaudrault
Joseph-Arthur Gaudrault, né le 25 mars 1868 à Laterrière et mort le 29 mai 1961 à Roberval, est un fromager et homme politique québécois.